# وارطان وارطانیان (سیاستمدار)
وارطان ناهاپتی وارطانیان (Վարդան Նահապետի Վարդանյան؛ زادهٔ ۲۹ نوامبر ۱۹۵۵) یک سیاستمدار اهل ارمنستان است که از تاریخ ۱۰ ژوئن ۲۰۰۷ تا تاریخ ۱۶ ژوئن ۲۰۱۲ در دولت اول سرژ سارگسیان و دولت تیگران سارگسیان سمت وزیر توسعه شهری ارمنستان را برعهده داشت. وارطانیان نماینده دوره هفتم مجلس ملی جمهوری ارمنستان می‌باشد.

## زندگی‌نامه
در ۲۹ نوامبر ۱۹۵۵ در ایروان به دنیا آمد و از دانشگاه ملی علوم کشاورزی ارمنستان فارغ‌التحصیل شد. وی همچنین برنده نشان آنانیا شیراکاتسی شده است.